# Пежо тип 24
Пежо тип 24 (фр. Peugeot Type 24) је моторно возило произведено између 1898. и 1902. од стране француског произвођача аутомобила Пежо у њиховој фабрици у Оданкуру. У том раздобљу је укупно произведено 20 јединица.
Возило је покретао четворотактни мотор постављен позади, произведен од стране самог Пежоа. Мотор са два цилиндра је постављен паралелно, а не у В-формату. Мотор се налазио иза возача изнад задње осовине. Његова максимална снага била је између 10 и 12 КС и преношена је на задње точкове преко ланчаног механизма.
Међуосовинско растојање од 1380 мм подржавало дужину возила од 2250 мм, са отвореном каросеријом, дизајнираном да прими две особе, и са ограниченим простором за трећу у хитним случајевима.
Слично али дуже возило са простором за четири особе, Пежо тип 21, уведено је у производњу исте године. Две године касније, 1900. године, компанија је увела Пежо тип 31 који је варијација на исту тему, али мало краћи од типа 24.